# 图特哈蒙
图特哈蒙，本名冯盛，中国配音员，原为北斗企鹅工作室主要成员之一，现是藤韵文化成员。参与配音的作品有动画《一人之下》《龙心战纪》《神明之胄》《从前有座灵剑山》，游戏《古剑奇谭二》《仙剑奇侠传五前传》等，也为电影电视剧作品配音，如《琅琊榜》《伪装者》等。

## 导演作品

### 动画电影
- 《航海王：狂热行动》（普通话版）

### 广播剧
- 《魔道祖师》

## 配音作品

### 动画

#### 2013年
- 神皇徐福、变色龙尸兄、老爷爷、壁虎弟弟——《尸兄》
- 大便超人、保安、鸟天王、蜘蛛(螃蟹)、鸟王本体、旁白、吕布良、吸尘器——《十万个冷笑话 第二季》
- 刘闯——《超神学院》
- 蔡淘——《有神么》

#### 2014年
- 无限——《罗小黑战记》
- 北极熊——《熊猫手札》
- 老谢——《无名氏》
- 国王——《魁拔妖侠传》
- 鲁贝克斯——《沃土》（法国）

#### 2015年
- 梁忠、六角战士——《灵域》
- 欧阳大师——《诡水疑云》
- 博卞——《端脑》
- 周忠戎——《雏蜂》
- 白裘恩、厄喙獸、石寬——《狐妖小红娘》
- 阎大人——《黑白无双》
- 奔波儿霸——《拖拉机司机》
- 牛魔王——《西游记的故事2》
- 鲁本船长——《英雄别闹》
- 小屠夫、司令、鱼博士、风魔灰太郎——《我叫白小飞》
- 大便超人、家丁左(老爷爷)、家丁右(小胖子)、巫师、队员丁——《十万个冷笑话 第三季》
- 老府(东北虎)——《罗小黑战记》
- 熊酷——《战斗王之飓风战魂3》
- 羿——《神明之胄》
- 赵羽明——《时光诡域》

#### 2016年
- 石宽——《狐妖小红娘》
- 风吟——《从前有座灵剑山》
- 旁白——《龙心战纪》
- 独孤漠——《墓王之王:麒麟决》
- 徐四——《一人之下》
- 史石——《战国FAN》
- 伢叔——《凸变英雄》
- 天劫——《魔晶猎人》
- 陆姚——《时空使徒》
- 冒险小子——《一课一练》
- 典恶来——《君临臣下》
- Mr.Bug——《超神学院之黑甲》
- 华雄、何晏——《侍灵演武》
- 三师父——《茅山小道士》
- 桑落——《图腾领域》
- 女巫——《我的冒险世界》
- 胡子兄——《女生宿舍日常》
- 爷爷、男主人——《阿狸布塔故事集》
- 十三、赵校长——《生死回放》
- 鬼兵1——《镇魂街》
- 大壮——《狠西游》

#### 2017年
- 我（男主角）——《冰箱里的企鹅》
- 魏琛——《全职高手》
- 东篱、白帆——《东郭小节》
- 豺狼、黑虎——《银之守墓人》
- “我”——《冰箱里的企鹅》
- 羿、食人鱼——《神明之胄 第二季》
- 何昀——《从前有座灵剑山 第二季》
- 大副、小李——《圣光不好惹》
- POPO先生、陈太极——《万古仙穹》
- 旁白、骆天成——《墓王之王:寒铁斗》
- 旁白、张龙、胡烈——《开封奇谈》
- 刘闯——《雄兵连》
- 旁白、包大人——《黑白无双 第二季》
- 旁白、张北川——《地灵曲》
- 墨荒、算命先生——《我的天劫女友》
- 冼石——《理想禁区》
- 元武——《剑王朝 第二季》
- 徐四——《一人之下2》
- 阳刚——《我是江小白》
- 牧瑜——《酷跑英雄》
- 黑豹——《猫村狂想曲》
- 达大王——《鹿精灵》
- 旺达王——《超能旺达》（日本）
- 里格斯——《宇宙警探》（日本）

#### 2018年
- 高文、卡先生、艾殊利、恩尼斯——《超智能足球2 世界大赛篇》
- 茨木童子、青蛙瓷器——《阴阳师·平安物语》
- 安德烈——《迷域行者》
- 刑天、年兽——《非人哉》
- 东北围巾、LVV商贩——《凸变英雄LEAF》
- 小方——《幻界王》
- 王大石、唐简、高力士——《剑网三·侠肝义胆沈剑心》
- 滕格斯——《四海鲸骑》
- 父亲——《实验品家庭》
- 管狐——《百鬼幼儿园》
- 钱大虎（老五）——《一人之下2番外篇 天师下山》
- 厄尔巴东——《天才玩偶》
- 凯恩·易卜拉欣·哈桑——《重神机潘多拉》（日本）
- 罗伯特本乡——《足球小将(第4作)》（日本）
- 山南弁吉、毛利小五郎——《名侦探柯南》（日本）
- 刚阵铁之助——《闪电十一人：阿瑞斯的天秤》（日本）
- 马克斯——《SSSS.GRIDMAN》（日本）
- 白源之——《雪鹰领主》

#### 2019年
- 北落师门——《镇魂街 第二季》
- 开心表哥——《快把我哥带走3》
- 柳擎天——《大主宰》
- 刘闯——《雄兵连之诸天降临》
- 牛公正——《巨兵长城传》
- 老年恩格斯、教授——《领风者》
- 杰克——《ULTRAMAN》（日本）
- 周瑜——《厨神小当家》
- 鸡先生——《少女前线：人形小剧场》
- 河内山豪——《名侦探柯南》
- 龙王——《非人哉》

#### 2020年
- 唐傲天、吕洞宾——《剑网三·侠肝义胆沈剑心 第二季》
- 地精、机械师、老先生——《阿狸童话故事集 第二季》
- 石泽克二、和田龙泉、堀田泉、鸟越苗路、武藤一诚、上条广雄、富田智——《名侦探柯南》（日本）
- 塔图、乔格瑞斯——《妖精种植手册》
- 业障、傲泽、达默、恶人、监察官、教导主任、同学、军警、门卫、首领混混、黑衣人——《嗜谎之神》
- 班长——《望古神话之天选者》
- 滕根、张伯——《百妖谱》
- 孙豹、爷爷、蔡疏、旁白——《大理寺日志》
- 徐四——《一人之下3入世篇》
- 军人——《风雨廊桥》
- 盖亚、剑灵——《最强蜗牛x不速之客》
- 杨帼中——《天宝伏妖录》
- 非老四——《任务大师》
- 麒麟——《雾山五行》
- 炽鹜、九叔——《芯觉》
- 泰隆、坤兽、其他角色——《秦侠》
- 朱泄——《拾忆长安·明月几时有》
- 陈尧——《大欺诈师》（日本）
- 魏琛——《全职高手2》
- 音雷、左家宗主、孙连眉——《我是大神仙》
- 僧一行——《剑网三·侠肝义胆沈剑心之长漂》
- 悲鸣屿行冥——《鬼灭之刃》（日本）
- 穷鬼、旁白——《汉化日记 第二季》
- 郑远东——《一念永恒》
- 周瑜——《廚神小當家》

#### 2021年
- 橘猫——《水豚汤馆》
- 三杰的随从、旁白——《厨神小当家2》
- 大熊——《手机里的浣熊小镇》
- 蒋一龙——《孤雄》
- 焰槊——《魁拔之殊途》
- 南海鱼精——《狐妖小红娘 沐天城篇》
- 赤柴彻——《名侦探柯南》（日本）
- 李化元——《凡人修仙传 特别篇》
- 本场猛——《干物妹！小埋》（日本）
- 肖力——《時光代理人》
- 裏特、土龍王、廖三——《冰火魔廚》

### 动画电影

#### 2011年
- 神圣联盟盟主——《魁拔之十万火急》
- 麦斯威尔——《洛克王国之圣龙骑士》
- 蔡济明——《民的1911》

#### 2012年
- 虎将军——《神秘世界历险记》

#### 2014年
- 海盗——《魁拔之战神崛起》

#### 2015年
- 茅铁锤、太尉——《王子与108煞》
- 怒怒——《头脑特工队》（美国）

#### 2016年
- 野猪——《神秘世界历险记3》
- 牛局长——《疯狂动物城》（美国）
- 杜老大——《爱宠大机密》（美国）
- 毛伊——《海洋奇缘》（美国）
- 大筒木金式——《火影忍者剧场版：慕留人》（日本）
- 巨尊比——《哆啦A梦：新大雄的日本诞生》（日本）
- 樱宏志——《樱桃小丸子：来自意大利的少年》（日本）
- 弗兰奇——《航海王之黄金城》（日本）
- 琴酒——《名侦探柯南：纯黑的恶梦》（日本）

#### 2017年
- 太子——《大护法》
- 梅帝奇、铁托——《星游记之风暴法米拉》
- 洪七公——《十万个冷笑话2》
- 半藏——《魔弦传说》（美国）
- 路霸——《赛车总动员3》（美国）
- 德拉库斯——《寻梦环游记》（美国）
- 胖警卫——《了不起的菲丽西》（法国）
- 大力锤——《银河守卫队》（加拿大）
- 波尔凯尼恩——《宝可梦：波尔凯尼恩与机巧的玛机雅娜》（日本）

#### 2018年
- 米果——《雪怪大冒险》
- 熊大叔——《神秘世界历险记4》
- 刘超——《空气侠》
- 切斯特——《狗狗的疯狂假期》（西班牙）
- 弗拉纳甘——《玛丽与魔女之花》（日本）
- 酷酷迪——《第七个小矮人》（德国）
- 巴鲍伯——《超人总动员2》（美国）
- 贾森锡伯——《黑子的篮球：终极一战》（日本）

#### 2019年
- 天虎、老府——《罗小黑战记》
- 弗利萨——《龙珠超：布罗利》（日本）
- 杜老大——《爱宠大机密2》（美国）
- 言峰绮礼——《命运之夜——天之杯Ⅱ：迷失之蝶 》（日本）
- 鹏鹏——《狮子王》（美国）
- 弗兰奇、巴基——《航海王：狂热行动》（日本）

#### 2020年
- 店主——《紫罗兰永恒花园 外传 —永远与自动手记人偶—》（日本)
- 兰斯·斯特林——《变身特工》（美国）
- 科尔特·布朗科——《1/2的魔法》（美国）
- 申公豹、隐士——《姜子牙》
- 柚子——《未来的未来》（日本）
- 派大星——《海绵宝宝：营救大冒险》（美国）
- 博士、美国男孩——《宝可梦：超梦的逆袭 进化》（日本）
- 乔伊·高纳——《心灵奇旅》（美国）

#### 2022年
- 吉尔莫亚——《哆啦A夢：大雄的宇宙小戰爭 2021》（日本）

### 有声漫画

#### 2017年
- 主席——《戏精宿舍》
- 温远——《寻找克洛托》

#### 2018年
- 雷古拉斯——《斩兽之刃外传》
- 小仙女——《百层塔》
- 皇上、殷老爷——《帝王侧》
- 伊莱克斯、钱多多——《斗罗大陆2绝世唐门》
- 四不像————《有兽焉》

2019年
- 曹莽——《代嫁丞相》

#### 2020年
- 石中天、虫师、老祖、狈里青——《完美世界》
- 李大钊——《镜诰卿年》

### 游戏

#### 单机游戏
- 砺罂——《古剑奇谭二》
- 徐启明——《仙剑奇侠传六》
- 神秘人长老——《轩辕剑外传：穹之扉》
- 周文瑞——《新剑侠传奇》
- 旁白——《ICEY》
- 吕布、黄盖——《真·三国无双8》

#### 网络游戏
- 萨鲁法尔大王、先知祖尔、恩佐斯、弗林·法温德、戴林·普罗德摩尔——《魔兽世界》
- 席弗尔斯船长、机械加拉克苏斯、吵吵爵士、迦拉克隆、恩佐斯——《炉石传说》
- 德雷克塔尔、墨菲斯托——《风暴英雄》
- 破坏球、麦克雷、安东尼奥·巴塔罗蒂——《守望先锋》
- 向问天——《笑傲江湖OL》
- 传令官——《天下3》
- 诸葛亮——《梦塔防》
- 海格力斯——《幻想神域》

#### 手机游戏
- 男声——《盲景》
- 赤鬼王、火麒麟——《新仙剑奇侠传》
- 曹操——《纯三国》
- 常遇春——《倚天屠龙记》
- 张苞——《极无双》
- 上官斩——《影之刃2》
- 江北——《恋世界》
- ？—《时之扉》
- 曹焰、沈眠风——《剑网3：指尖江湖》
- 土地 馋杖——《非人学园》
- 吕布——《少年三国志》
- 两面佛——《决战平安京》
- 朱厌——《半世界之旅》
- 地狼——《云梦四时歌》
- 云靳、李慎——《仙剑奇侠传四》
- 柳傲——《时之歌》
- 雷神、赤面酒鬼——《忍者必须死3》
- 徐四——《一人之下手游》
- 乘黄——《山海镜花》
- 普里亚普斯—《盖伊传说》

### 广播剧
- 南魔邪——《帝王攻略》
- 韩灏——《死亡通知单》
- 炮头——《盗墓笔记 番外篇》
- 刘闯——《雄兵连》
- 阿桂——《一世为臣》
- 聂明玦——《魔道祖师》
- 魏琛——《全职高手》
- 晏致远——《一个钢镚儿》
- 滕根——《百妖谱》
- 徐四——《一人之下》
- 大胡子——《普通市民历险记》
- 北落师门——《镇魂街》
- 吕布良——《十万个冷笑话》
- 齐王、旁白——《含桃》
- 许哲——《离婚前后》
- 博卞——《端脑》
- 司幽——《暗界神使 第二季》
- 闵福生——《东邻西厢 第二季》
- 蒋主任——《我喜欢你的信息素》

### 特摄剧
- 梵顿星人——《泰迦奥特曼剧场版：新生代之巅》
- 假面骑士利维斯里面的维斯

### 话剧作品
- 老陶——《暗恋桃花源》（20190331版大汇演）

### 漫改影视剧
- 海怪——《城市猎人》（法国）

### 电影
- 灯神——《阿拉丁》
- 霍强参将——《花木兰》
- 蛋头博士——《刺猬索尼克》
- 马克——《坚不可摧》
- 芬恩——《星球大战7：原力觉醒》《星球大战：最后的绝地武士》
- 莫度男爵——《奇异博士》
- 盖伦·厄索——《星球大战外传：侠盗一号》
- 老板——《深夜食堂2》
- 弗拉米基尔——《维京：王者之战》
- 姆巴库——《黑豹》
- 落合元信——《恋爱回旋》
- 谢瓦——《花滑女王》
- 奇异博士、姆巴库——《复仇者联盟3：无限战争》

### 电视剧
- 《九州缥缈录》 九王
- 《抬头有星光》
- 《灵域》凌祥、贡穆山/秦山
- 《风起霓裳》苏定方
- 《妖精别走》领导
- 《仙剑客栈》拜月教主

### 其他
- 牛——《保卫狗年》
- 镇长——《火锅城奇遇记》

## 音乐作品
- 《不想干活想泡在水里化开》（《水豚汤馆》片头曲）
- 《FIGHT FOUR YOU》（《梦幻模拟战 Mobile》四周年玩家纪念曲）